# Spadella japonica
Espèce
Spadella japonica est une espèce de chaetognathes de la famille des Spadellidae.

## Étymologie
Son nom spécifique, japonica, lui a été donné en référence au pays de sa découverte, le Japon.

## Description
Spadella japonica a un corps trapu et transparent. Il mesure environ 3,75 mm de longueur, la queue représente environ 50 % de la longueur totale. Il possède six à huit crochets, trois à quatre dents antérieures courtes et aucune dent postérieure. La tête est large et il possède des yeux avec une grosse tache pigmentaire ronde. La couronne ciliaire est sur le cou, ovale et allongée transversalement. La collerette est très large au niveau de la partie postérieure de la tête et du cou, plus étroite au niveau du tronc. Des touffes sensorielles sont disposées symétriquement sur tout le corps. Présence de nombreuses papilles adhésives sur la partie ventrale du corps, de la tête à la queue, et sur les côtés ventraux et dorsaux des nageoires. L'intestin a un petit diverticule au niveau du cou. La musculature transversale est mince, étirée du cou au septum transverse. Le ganglion ventral est sur le tiers médian du tronc. Les nageoires latérales commencent sur la partie postérieure du tronc et atteignent les vésicules séminales en arrière. La nageoire caudale est en forme de spatule. Toutes les nageoires sont rayonnées. Les vésicules séminales sont petites, en forme de crochet quand elles sont vides. Elles sont en contact étroit avec les nageoires latérales et caudale.Elles ont une ouverture au niveau de l'extrémité postéro-latérale. Les ovaires atteignent la longueur moyenne du ganglion ventral. Leur ouverture latérale, au fond d'une cupule allongée de couleur brune, a un diamètre identique à celui des ovules matures. Cette cupule est la seule partie colorée du corps. Les ovaires contiennent un à cinq ovules matures et d'autres plus petits,.

## Distribution
Spadella japonica a été trouvé dans les eaux côtières de Misaki et Kominato, au Japon,.

## Publication originale
- (en) Jean-Paul Casanova, « Spadella japonica, a new coastal benthic chaetognath from Japan », Proceedings of the Biological Society of Washington, Washington, Biological Society of Washington (d), vol. 106, no 2,‎ 1993, p. 359-365 (ISSN 0006-324X et 1943-6327, OCLC 1536434, lire en ligne).